# B-1 Lancer
Роквел B-1 Копљаник (енгл. Rockwell B-1 Lancer) је суперсонични тешки бомбардер са променљивом геометријом крила, у наоружању Америчког ратног ваздухопловства. То је један од три стратешка бомбардера у америчкој флоти, преостала два су B-2 Спирит и B-52 Стратофортрес.
B-1 је први пут замишљен 1960-их као платформа која ће комбиновати суперсоничну брзину B-58 Хaстлера са дометом и носивошћу B-52, а требало је на крају да замени оба бомбардера. Након дуге серије студија, Роквел Интернешнал (који је сада део Боинга ) победио је у конкурсу за дизајн онога што је настало као B-1А. Ова верзија је имала максималну брзину 2,2 Маха на великој надморској висини и способност летења на велике даљине на врло малим висинама при брзини од 0,85 Маха. Комбинација високих трошкова авиона, увођење крстареће ракете АГМ-86 која је имала исту основну улогу и рани радови на "стелт бомбардеру" значајно су умањили потребу за B-1. То је довело до укидања програма 1977, након што су изграђени прототипови B-1А. 
Програм је поново покренут 1981. године, углавном као привремена мера због кашњења у програму B-2 "стелт бомбардера", с тим што је B-2 на крају достигао почетну оперативну способност 1997. године. То је довело до редизајна B-1B, који се разликовао од B-1А по нижој максималној брзини на великој надморској висини од 1,25 Маха, али је побољшао перформансе на малим висинама на 0,96 Маха. Електроника је такође знатно побољшана током редизајна, а конструкција је појачана како би се омогућило полетање са максималним могућим оптерећењем горива и оружја. Испорука B-1B је почела 1986. године и званично је ступио у службу Стратешке ваздухопловне команде (САЦ) као нуклеарни бомбардер исте године. До 1988. године испоручено је свих 100 авиона. 
Почетком деведесетих година прошлог века, после Заливског рата B-1B је пребачен у улогу конвенционалног бомбардера. Прво је служио у борбама током бомбардовања Ирака - операције Десерт Фокс 1998. године, а поново током НАТО акције на Косову следеће године. B-1B је учествовао у операцијама САД и НАТО војних снага у Авганистану и Ираку . Очекује се да ће B-1B наставити да служи до 2030-их, а B-21 Рајдер ће почети да замењује B-1B после 2025. Планирано је да се B-1B повуче из употребе до 2036. године. 